# Smiling Buddha
Smiling Buddha (Buda sonriente) fue la primera prueba de un arma nuclear de fisión por parte de la India, realizada el 18 de mayo de 1974.
El 7 de septiembre de 1972, la primera ministra Indira Gandhi dio autorización a los científicos del Centro de Investigación Atómico Bhabha (Bhabha Atomic Research Centre BARC) de producir el dispositivo nuclear que habían diseñado y que lo prepararan para ser probado. Durante el desarrollo, el dispositivo fue formalmente llamado "Explosivo nuclear pacífico", pero usualmente era llamado Smiling Buddha.
Quien estaba a la cabeza del equipo de desarrollo era Raja Ramanna. Otros miembros clave eran P.K. Iyengar, Rajagopala Chidambaram y Dr. Nagapattinam Sambasiva Venkatesan. El proyecto empleó no más de 75 científicos e ingenieros desde 1967 a 1974.
El dispositivo empleó un sistema de implosión de gran explosión desarrollado en el Laboratorio de Investigación Balística de la Organización de Investigación y Desarrollo de Defensa (DRDO) en Chandigarh basado en las bombas que se usaron en los bombardeos atómicos en Hiroshima y Nagasaki, pero más simple. Los 6 kg de plutonio provenían del reactor CIRUS del BARC. El mecanismo iniciador de neutrones era de polonio-berilio (como el empleado en las primeras bombas de Estados Unidos) llamado en código "Flor". El núcleo completo fue ensamblado en Trombay el día anterior al que fue transportado al lugar de la prueba.
El dispositivo completamente ensamblado era hexagonal, de 1,25 m de diámetro y pesaba 1400 kg. Fue detonado el 18 de mayo de 1974 a las 8:05 a. m. en un pozo de 107 m de profundidad situado en el Centro de Pruebas Nucleares de Pokhran (a 25 km al noroeste de la ciudad de Pojrán, de 20.000 habitantes) en el Desierto Thar (Rayastán). Oficialmente fue un dispositivo de 20 kT, pero 8 kT es más probable.
En 1975, Homi Sethna (presidente de la Comisión de Energía Atómica), Raja Ramanna y Nag Chaudhuri (cabeza del DRDO) recibieron el Padma Vibhushan, la segunda más alta distinción en la India. Otros cinco miembros recibieron el Padma Shri, la cuarta distinción más alta.
El reactor CIRUS usado para producir el plutonio era un reactor de investigación basado en el diseño NRX donado por Canadá en 1960, con agua pesada siendo provista por Estados Unidos (CIRUS: Canada India Reactor Utility Services). La prueba de Smiling Buddha causó fuertes protestas en Canadá; tras la prueba, el gobierno canadiense cortó el intercambio de materias nucleares y tecnología con India.
India no llevó a cabo más pruebas hasta la Operación Shakti en 1998.
- Datos: Q1426448